# Hemland, där sol ej dalar
Hemland, där sol ej dalar är en psalm med text från 1897 av Jessie Brown Pounds och musik från 1897 av John Sylvester Fearis. Texten översattes till svenska 1918 av Anna Ölander och bearbetades 1986 av Sven Larson.

## Publicerad i
- Psalmer och Sånger 1987 som nr 746 under rubriken "Framtiden och hoppet - Himlen".[2]
- Segertoner 1988 som nr 663 under rubriken "Framtiden och Hoppet - Himlen".[1]